# Horní Vlčice (hrad)
Hrad u Horních Vlčic je zaniklý hrad na severním okraji Vlčic v okrese Trutnov. Založili jej nejspíše Švábenicové ve třináctém století, ale po krátké době byl opuštěn.

## Historie
O hradu se nedochovaly žádné písemné prameny. Postaven byl ve třináctém století, pravděpodobně jako opěrný bod kolonizačních aktivit rodu Švábeniců. Podle archeologického výzkumu z roku 1977 byl osídlen jen po krátkou dobu.

## Stavební podoba
Staveništěm hradu se stal slepencový skalní útvar chráněný na východní straně příkopem a částečně dochovaným valem. Vlastní hradní jádro tvoří jen malá plošina a dvě skalní věže, které nesly dřevěnou zástavbu blíže neznámé podoby.